# آبلا دنجر
آبلا دنجر (به انگلیسی: Abella Danger) (زاده ۱۹ نوامبر ۱۹۹۵) بازیگر پورنوگرافی و مدل اروتیک آمریکایی است.

## پیشینه
دنجر نخستین فیلم پورنوگرافی خود را در ژوئیه سال ۲۰۱۴ برای کمپانی بنگ بروز بازی کرد. او پس از بازی در هشت فیلم، از میامی فلوریدا، به لس آنجلس مهاجرت کرد. او در نمایشگاه سرگرمی‌های بزرگسال ای‌وی‌ان شرکت کرد. او تاکنون در بیش از 1010 فیلم معتبر پورنو ظاهر شده‌است که شامل ویدیوهای آنلاین و DVD می‌شود. صفحه رسمی توییتر او بیش از یک میلیون دنبال‌کننده دارد، و صفحه رسمی اینستاگرامش بیش از ٩ میلیون دنبال‌کننده دارد.
فورچون در سال ۲۰۱۸ گفت که او یکی از محبوب‌ترین و پرتقاضاترین اجراکنندگان در کسب و کار پورنوگرافی است.
در میان بسیاری از جوایز، او برنده بهترین بازیگر پورنوگرافی در سال ۲۰۲۱ (Pornovizija '21) شد که توسط کمیته هیئت داوران نامزد شده بود.

## زندگی شخصی
دنجر در یک خانواده یهودی بزرگ شد و در این حین به رقص باله نیز می‌پرداخت. او در رقص کلاسیک آموزش دیده است. دنجر نام هنری آبلا را از مشتق بلا انتخاب کرد که در ایتالیایی به معنای «زیبا» است.
دنجر با گابی گوئررو (گبی جی) رابطه داشت و در موزیک ویدیوی او به نام "شهر در آتش" ظاهر شد. او نقش شخصیتی را بازی می کند که خواننده را به سمت تاریک لس آنجلس می‌کشاند.

## جوایز
| سال  | نتیجه    | جایزه                                                                          | نام فیلم               |
| ---- | -------- | ------------------------------------------------------------------------------ | ---------------------- |
| ۲۰۱۶ | برنده    | ستاره دار                                                                      | —                      |
| ۲۰۱۶ | نامزدشده | بهترین فیلم شخصیت اول (همراه با مانوئل فررا)                                   | Manuel's Fucking POV 4 |
| ۲۰۱۶ | نامزدشده | بهترین فیلم سه نفره پ/پ/د (همراه با میک بلو و مارکو باندراس)                   | Big Round Asses        |
| ۲۰۱۶ | نامزدشده | بهترین فیلم سه نفره د/د/پ (همراه با کیشا گری و مانوئل فررا)                    | Oil Overload 13        |
| ۲۰۱۶ | برنده    | بهترین تازه‌وارد                                                                | —                      |
| ۲۰۱۷ | برنده    | بهترین در نمایشگاه                                                             | Abella                 |
| ۲۰۱۷ | برنده    | بهترین فیلم سه نفره (سکس همزمان با دو مذکر) (همراه با میک بلو و مارکوس دوبپری) | Abella                 |
| ۲۰۱۷ | برنده    | بهترین فیلم پورن واقعیت مجازی (همراه با مانوئل فررا و جوانا آنجل)              | Angel 'n Danger        |

| سال  | نتیجه | جایزه            |
| ---- | ----- | ---------------- |
| ۲۰۱۶ | برنده | بهترین تازه‌وارد  |
| ۲۰۱۸ | برنده | بهترین فیلم پورن |
| ۲۰۱۸ | برنده | بهترین فیلم پورن |

| سال  | نتیجه | جایزه           |
| ---- | ----- | --------------- |
| ۲۰۱۶ | برنده | بهترین تازه‌وارد |

| سال  | نتیجه | جایزه            |
| ---- | ----- | ---------------- |
| ۲۰۱۶ | برنده | بهترین مجری مؤنث |
| ۲۰۱۷ | برنده | بهترین باسن      |

## پیوند با بیرون
پیج اینستاگرام آبلا دنجر